# Aspar

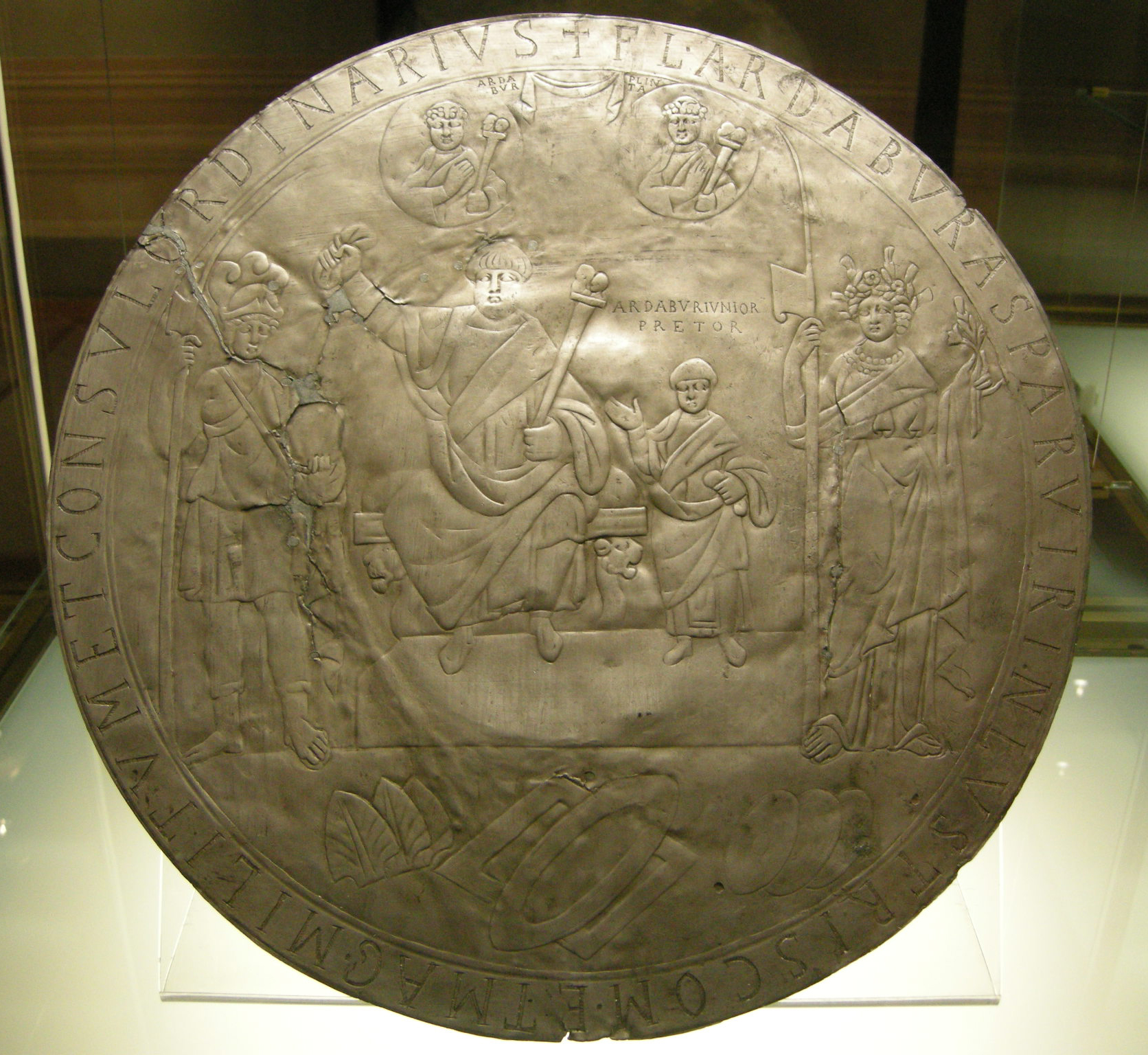
Missorium des Aspar: Silberplatte mit der Darstellung des Aspar und seines Sohnes Ardabur. Die Ikonographie folgt jener von spätantiken Kaiserbildern, was den Machtanspruch des Heermeisters unterstreicht. Das Werk ist wahrscheinlich im Jahr 434 entstanden, als Aspar das Konsulat bekleidete. Die Umschrift lautet „Fl(avius) Ardabur(ius) Aspar, vir inlustris, com(es) et mag(ister) mil(itum), consul ordinarius“.

Flavius Ardabur(ius) Aspar (* um 400; † 471) war ein oströmischer Heermeister (magister militum) und patricius alanischer Abstammung.

## Leben
Der oströmische Kaiser Theodosius II. ernannte 424 Aspars Vater, den magister militum Ardaburius, zum Oberbefehlshaber einer Armee, die seinen jungen Vetter Valentinian in Italien als Kaiser einsetzen und den Usurpator Johannes stürzen sollte. Ardaburius übernahm das Kommando der Flotte und schickte seinen Sohn Aspar auf dem Landweg voraus. Dieser konnte im Handstreich 425 Aquileia einnehmen.
Johannes, der vergeblich auf hunnische und germanische Hilfstruppen unter dem Befehl des Aëtius gewartet hatte, wurde schließlich durch Verrat gestürzt: Ardaburius war durch Zufall in seine Hände gefallen, wurde jedoch, da Johannes noch immer auf eine Einigung mit Theodosius II. hoffte, zuvorkommend behandelt. Ardaburius gelang es, eine Reihe von weströmischen Offizieren, die der Usurpator 423 ihrer Posten enthoben hatte, zu einem Putsch gegen den Zivilisten Johannes anzustacheln, der auch gelang. Nach der Gefangennahme wurde Johannes im Mai des Jahres 425 enthauptet, nachdem ihm zuvor eine Hand abgeschlagen worden war. Drei Tage nach seinem Tod kam es zu einer blutigen Schlacht zwischen Aspar und Aëtius, die aber unentschieden endete. Aëtius verständigte sich daraufhin mit Ardaburius und Aspar und trat als comes rei militaris in den Dienst der neuen weströmischen Regierung. Valentinian III. wurde wenig später in Italien zum Augustus erhoben und von Ostrom anerkannt.
In den Jahren 431 bis 434 kämpfte Aspar mit weströmischen Truppen gegen die Vandalen, die 429 in die römische Provinz Africa eingefallen waren. Er wurde hierfür zum Konsul ernannt und trat dieses Jahresamt im Januar 434 in Karthago an. Als im Westen Aëtius die faktische Macht übernahm, wechselte Aspar erneut die Reichshälfte und führte in den 440er Jahren mit oströmischen Truppen Kriege gegen das Sassanidenreich und die Hunnen. Aspar war nun als magister militum und gewesener Konsul der starke Mann in der oströmischen Hauptstadt Konstantinopel und unterstützte 450 nach dem überraschenden Tod des kinderlosen Ostkaisers Theodosius II. die Wahl Markians, der unter ihm gedient hatte, zum neuen Kaiser. Nach dem Tod Markians setzte Aspar, der dem Arianismus anhing, 457 seinen Kandidaten Leo I., der römisch-katholischen Glaubens war, gegen den zweiten Heermeister Anthemius durch, obwohl dieser Markians Schwiegersohn war.
Aspar war durch Heiratsverbindungen – auch mit oströmischen Senatoren – bestens mit der Reichselite vernetzt. Sein großer Einfluss war neben seinen militärischen Erfolgen vor allem auf seine militärische Gefolgschaft zurückzuführen, die vor allem aus Goten bestand – ob ethnische Zugehörigkeit bei den folgenden Konflikten eine Rolle spielte, wie man lange annahm, ist bei genauerem Hinsehen aber fraglich. Bemerkenswert ist, dass Aspar offenbar mindestens einmal selbst das Kaisertum angeboten wurde, er dies aber ausschlug – offenbar wollte er lieber der starke Mann hinter dem Thron sein als selbst den Purpur zu tragen.
Mit Hilfe seines bewaffneten Anhangs versuchte Aspar früh, gegenüber Leo I. die Nachfolge seines Sohnes Patricius als Kaiser zu erreichen, scheiterte jedoch, da Leo seit 466 den Isaurier Zenon, den späteren Kaiser, als Gegengewicht mit einer eigenen Gefolgschaft aufbaute. War schon Markian keineswegs eine Marionette Aspars gewesen, so emanzipierte sich Leo immer mehr von seinem mächtigen Gönner und enthob 466/67 Aspars Sohn Ardabur unter dem Vorwurf des Hochverrats seiner Ämter. Er gründete zudem eine neue, schlagkräftige Garde, die excubitores. Doch eine Entmachtung Aspars gelang nicht. Im Jahr 470 konnte er die Erhebung des Patricius zum Caesar erreichen, nachdem sich dieser öffentlich vom Arianismus abgewandt hatte. Aspar war nun nicht nur Vater des designierten Thronfolgers, sondern hatte auch als Konsular, patricius und princeps senatus alle Ehrentitel erhalten, die überhaupt vergeben werden konnten, und schien unangreifbar.
471 wurde Aspar dann aber auf Geheiß des Kaisers, der sich offenbar geweigert hatte, Patricius mit seiner Tochter zu verheiraten, im Palast gemeinsam mit Ardabur und Patricius von Leos Leuten überfallen und ermordet; Candidus allerdings deutet an, dass Patricius schwer verletzt überlebt habe. Aspars Leichnam wurde zerstückelt und heimlich aus dem Palast geschafft. Die Versuche seiner Gefolgschaft, Rache zu nehmen, blieben erfolglos; ihr Angriff auf den Kaiserpalast wurde von den excubitores abgewehrt. Damit war der erfolgversprechendste Versuch eines Heermeisters gescheitert, sich in Ostrom dauerhaft eine ähnliche Position aufzubauen, wie es einigen germanischen, aber auch römischen magistri militum im Westen gelungen war (siehe zum Beispiel Flavius Aëtius und Ricimer). Da sich Kaiser Anastasios I. um 500 auch des Einflusses der Isaurier entledigen konnte, konnten die oströmischen Herrscher wieder erhebliche Handlungsfreiheit gewinnen.